# Riberas del Sena en París
Sobre las orillas del Sena en París se pueden contemplar algunos de los más bellos monumentos de la capital de Francia, de la Torre Eiffel a Notre-Dame pasando por la Concordia, pero también los puentes históricos que las unen. Las dos orillas están inscritas en la lista del Patrimonio de la Humanidad de la Unesco desde 1991.
El Sena, que discurre hacia el oeste en dirección a su estuario normando, divide la ciudad de París en dos partes distintas: la margen u orilla derecha y la margen u orilla izquierda. Los dos nombres cubren la totalidad de los distritos de París de cada lado del río. La inscripción en el Patrimonio de la Humanidad solo se refiere a las orillas y a los monumentos que se construyeron allí.
La descripción-justificación que recoge la Unesco en la entrada «París (orillas del Sena)» es la siguiente:

La evolución de la ciudad de París y su historia se pueden contemplar recorriendo las orillas del Sena desde el museo del Louvre hasta la Torre Eiffel, pasando por la Plaza de la Concordia, el Grand Palais y el Petit Palais. Junto al río se alzan también la catedral de Notre-Dame y la Sainte Chapelle, dos obras maestras de la arquitectura gótica. Las amplias plazas y avenidas trazadas en otras partes de la ciudad con arreglo al plan urbanístico de Haussmann sirvieron de modelo al ordenamiento urbano de muchas ciudades del mundo, a finales del siglo XIX y en el siglo XX.
«París (orillas del Sena)»

## Historia
Los primeros muelles se construyen al principio del siglo XVI. El primero es el muelle de los Grandes-Agustinos. El Puente Nuevo se construyó en 1578. En 1753, la creación de la plaza Luis XV, actual plaza de la Concordia, fue simultánea a la de los muelles en las dos orillas. Las casas que se encontraban justamente al borde del río se derribaron, a pesar de la oposición de la población. El espacio así ganado permitió la edificación de los muelles altos. En 1870 se construyeron 15 puentes. Los muelles bajos se adaptaron al tráfico fluvial y se crearon los caminos de sirga. Las riberas del Sena fueron el lugar donde se desarrollaron las Exposiciones internacionales organizadas desde 1855 a 1900 en París.
En el siglo XX, el tráfico rodado se extiende a las orillas. La primera vía se construyó en la orilla derecha entre 1961 y 1967. En la orilla izquierda, no existe más que un tramo más corto de 2 km, desde el muelle Anatole-France al muelle de Branly. Los muelles tienen secciones para los peatones, como la que va del muelle San-Bernardo al muelle Conti.

## Orilla izquierda, distritos y monumentos
Los distritos que bordean la orilla izquierda (mitad sur de la ciudad de París) son los siguientes: distrito V, distrito VI, distrito VII, distrito XIII, distrito XV. (El distrito XIV está en la parte sur, pero no a orillas del Sena.)
Los elementos individuales incluidos en el ámbito de delimitación de la Unesco son:
- el champ du Mars, con la École Militaire y la torre Eiffel;
- la explanada de los Inválidos, con el Hotel de los Inválidos y el museo del Aire de Francia;
- el Palacio Borbón (sede de la Asamblea Nacional francesa) y el Ministerio de Asuntos Exteriores;
- el museo de Orsay (antigua estación de Orsay renovada para convertirse en un museo), el muelle de Orsay, ,
- el Instituto de Francia y la Casa de la Moneda.

En esta orilla son visibles también, aunque fuera del ámbito delimitado el Jardín de las Plantas, el Campus de Jussieu, el Instituto del Mundo Árabe, el Museo del muelle Branly, la Biblioteca Nacional de Francia, la Estación de París-Austerlitz, así como el parque André Citroën y otros edificios y monumentos históricos.
La expresión «Orilla izquierda» designa la parte de la ciudad más artística y, más que a un lugar geográfico, se refiere a un forma de vida.

## Orilla derecha, distritos y monumentos
Hasta mediados del siglo XIX, existía la isla Louviers sobre el Sena (hoy día bajo el bulevar Morland) que estuvo unida a la orilla derecha en 1843.
Los distritos que bordean la orilla derecha (mitad norte de la ciudad de París) son los siguientes: distrito I (excepto la Isla de la Cité), distrito II, distrito III, distrito IV (excepto isla de la Ciudad y la Île Saint-Louis), distrito VIII, distrito XII, distrito XVI. (Estos otros distritos de la parte norte no llegan hasta la orilla del Sena: distrito XVII, distrito IX, distrito X, distrito XI, distrito XVIII, distrito XIX, distrito XX.)
Los elementos individuales incluidos en el ámbito de delimitación de la Unesco son:
- jardín del Trocadero, con el Palacio de Chaillot
- el Gran Palacio, el Pequeño Palacio;
- el Palacio de Tokio;
- la plaza de la Concordia
- el jardín de las Tullerías
- el complejo del museo del Louvre
- la fuente del Châtelet;
- el jardín Federico García Lorca
- el Ayuntamiento de París

En esta orilla son visibles también, aunque fuera del ámbito delimitado, el Parque de Bercy, el Palais Omnisports de Paris-Bercy, el Ministerio de Finanzas, la Estación de París-Lyon, el Palacio Real, La Samaritaine y otros monumentos históricos.
La expresión «orilla derecha» designa la parte de la ciudad más sofisticada y, más que a un lugar geográfico, se refiere a un forma de vida.
Cada año desde 2002, entre julio y agosto, la orilla derecha recibe toneladas de arena y palmeras en una longitud de 3,5 km cerca del hotel de la ciudad para el proyecto estival París-Playa.

## Islas fluviales
En el ámbito delimitado están las dos grandes islas parisinas, completamente urbanizadas: 
- la Île Saint-Louis,
- la Isla de la Cité, donde destacan Notre Dame, la Sainte Chapelle, la Prefectura.

## Zona protegida por la Unesco
El perímetro inscrito en 1991 como Patrimonio de la Humanidad por la Unesco corresponde a la ribera del Sena comprendida entre el puente de Sully y el puente de Jena (y hasta el puente de Bir-Hakeim por la orilla izquierda) Cubre una extensión de 365 hectáreas, incluyendo 23 de los 37 puentes de París sobre el Sena, así como las islas de Saint-Louis y de la Cité en su integridad.

## Vegetación en las orillas del Sena en París
Los árboles que se plantaron en las riberas son principalmente plátanos, álamos de Italia, álamos temblones y algunos sauces.

## Los libreros de viejo

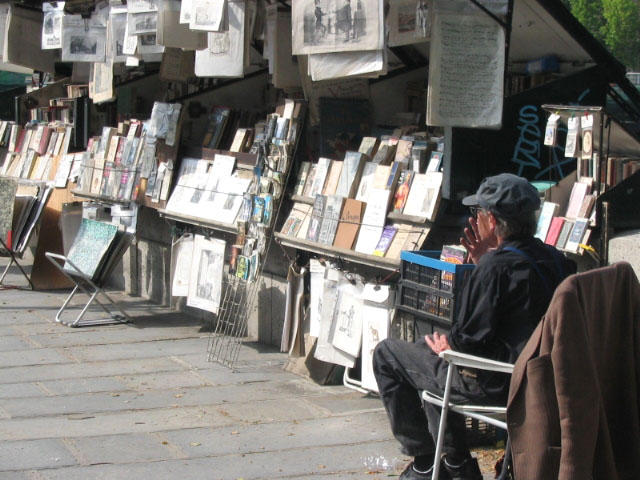
Un librero de viejo.

Los libreros de viejo (bouquinistes, en francés) se convirtieron en parte integral de las riberas del Sena en París. Los primeros aparecieron sobre el muelle Voltaire en 1891. Sus pequeñas barracas verdes que ofrecen principalmente libros raros o antiguos están entre los lugares más fotografiados de la ciudad. Se autoriza a cada librero de viejo a utilizar 8,2 metros de espacio. Son 245.